# Monaster Antoniewo-Sijski
Monaster Antoniewo-Sijski (ros. Антониевo-Сийский монастырь), pełna nazwa: Antoniewo-Sijski Monaster Trójcy Świętej – prawosławny męski klasztor (w eparchii archangielskiej) położony nad Jeziorem Michajłowskim, osiem kilometrów od ujścia rzeki Siji do Dwiny.

## Historia

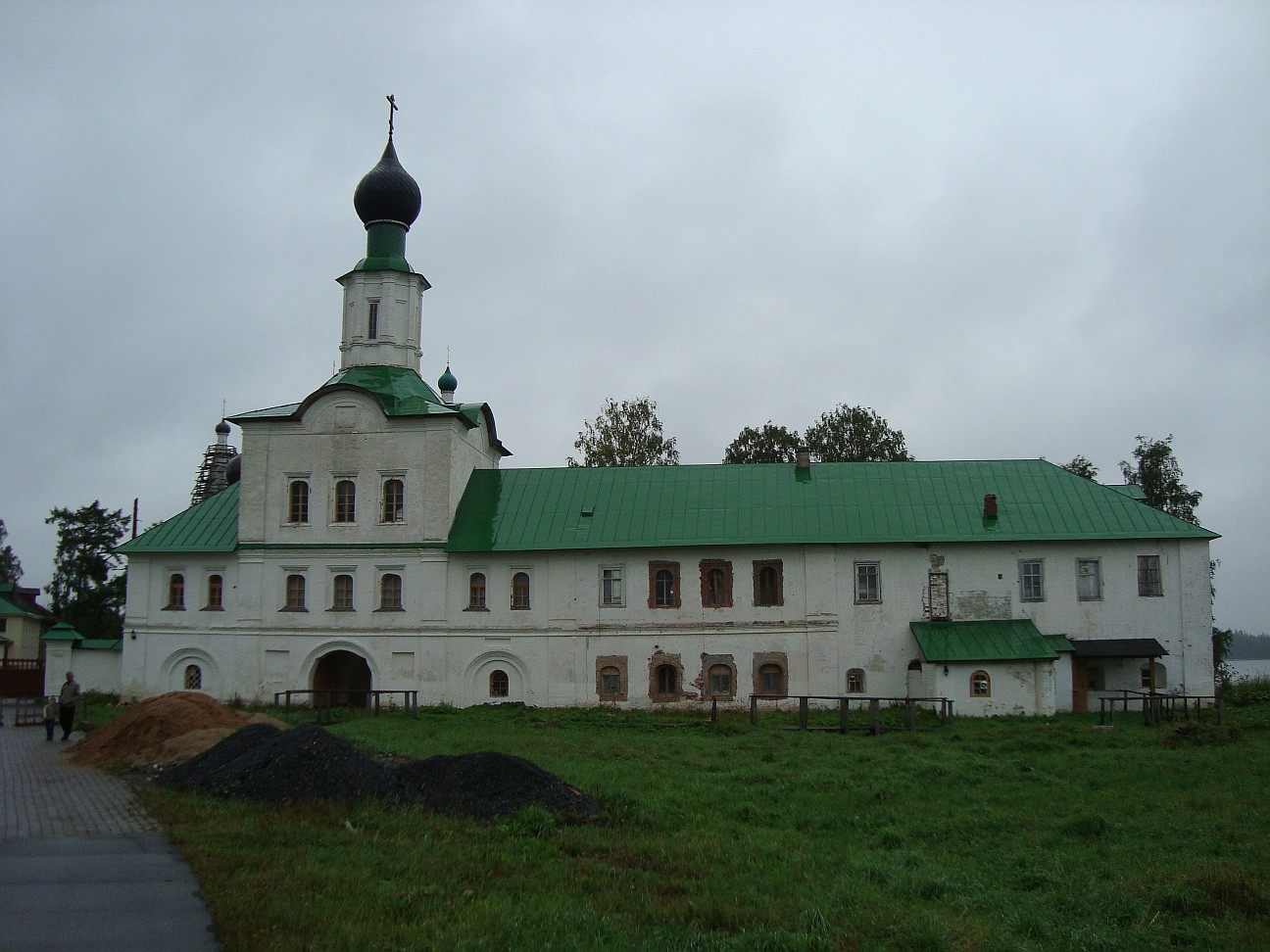
Widok współczesny

Za datę powstania monasteru przyjmuje się rok 1520, gdy późniejszy święty mnich Antoni Sijski razem z dwoma uczniami wzniósł na miejscu dzisiejszego monasteru pierwszą kaplicę. W pierwszych latach istnienia klasztor składał się z drewnianego budynku z celami dla mnichów oraz z kaplicy. Jego rozwój był możliwy dzięki materialnemu wsparciu wielkiego księcia moskiewskiego Wasyla III. W ramach rozbudowy obiektów klasztornych wzniesiony został sobór Trójcy Świętej, cerkiew-refektarz oraz nowe drewniane obiekty mieszkalne. W 1588 kompleks drewnianych budynków został zastąpiony budowlami kamiennymi, których wznoszeniem kierował przybyły z Moskwy mistrz Zacharij.
W 1658 część obiektów oraz wyposażenie świątyń zostało zniszczone w pożarze. Nowe wyposażenie dla monasteru wykonał ikonograf Fiodor Zubow z Solikamska. W ciągu kilku lat pracy nad tworzeniem nowych ikonostasów dla klasztornych cerkwi Zubow i współpracujący z nim ikonografowie sporządzili liczący ponad 500 kart zbiór wzorcowych ikon poszczególnych świętych. Klasztor należał w tym okresie do najbogatszych monasterów na północy Rosji i niejednokrotnie mnisi wspierali finansowo władców Moskwy. W 1607 w monasterze powstał nowy, pięciokopułowy sobór Trójcy Świętej. W latach 1639–1644 powstał refektarz z cerkwią Zwiastowania, zaś w połowie XVII stulecia – dzwonnica z cerkwią Świętych Hierarchów Moskiewskich Piotra, Aleksego i Jonasza.
Za rządów Borysa Godunowa do monasteru został zesłany Fiodor Nikiticz Romanow, gdzie został on zmuszony do złożenia ślubów zakonnych i otrzymał imię Filaret. W 1619 został on patriarchą Moskwy i całej Rusi.
W 1661 wzniesiona została najmłodsza z cerkwi monasterskich – nadbramna świątynia św. Sergiusza z Radoneża, przebudowana w XVIII wieku.
Monaster Antoniewo-Sijski posiadał bogatą bibliotekę, w której znajdował się m.in. podarowany monasterowi czternastowieczny Ewangeliarz Sijski, ewangeliarz z 1692 oraz Żywot Antoniego Sijskiego ze 150 miniaturami.
Pod koniec XIX wieku klasztor posiadał status monasteru II klasy.
Po rewolucji październikowej klasztor został w 1923 zamknięty. Jego obiekty były wykorzystywane przez miejscowy kołchoz, a także jako dom dla niepełnosprawnych dzieci, dom wypoczynkowy dla robotników przemysłu leśnego oraz dom starców. Od 1970 do 1992 w monasterze znajdował się obóz letni dla dzieci pracowników transportu samochodowego oraz letnia dacza członków obwodowego komitetu wykonawczego w Archangielsku. Część obiektów klasztornych została w czasach radzieckich zniszczona bądź zawaliła się z braku remontów.
W 1992 Rosyjski Kościół Prawosławny odzyskał monaster Antoniewo-Sijski. Jego pierwszym przełożonym po reaktywacji został ihumen Tryfon (Płotnikow). W klasztorze trwają prace renowacyjne. Monaster ponownie jest ośrodkiem pielgrzymkowym, odwiedzanym rocznie przez 5 tys. pielgrzymów z Rosji i innych państw. W 2005 w monasterze przebywało 9 mnichów. W 2017 r. postanowiono, iż honorowymi przełożonymi monasteru będą każdorazowo ordynariusze eparchii archangielskiej.